# Eline Berings
Eline Berings, belgijska atletinja, * 28. maj 1986, Gent, Belgija.
Nastopila je na poletnih olimpijskih igrah leta 2012 in se uvrstila v polfinale teka na 100 m z ovirami. Na evropskih dvoranskih prvenstvih je osvojila naslov prvakinje v teku na 60 m z ovirami leta 2009.